# Ретель, Симона
Симо́на Ре́тель-Хе́стерс (нем. Simone Rethel-Heesters); (р. 15 июня 1949, Хершинг-ам-Аммерзее, Германия) — немецкая актриса театра и кино.

## Биография
Симона Ретель родилась в 1949 году. Она приходится внучкой авиаконструктору Вальтеру Ретелю.
Ещё школьницей Ретель сыграла главную роль в фильме «Благочестивая Елена» (Die fromme Helene) режиссёра Акселя фон Амбрессера. Она окончила драматическую школу, начала играть в Баварском городском театре в Мюнхене, также находящимся под управлением Акселя фон Амбрессера, снималась в кино и на телевидении. Она сыграла в сериалах «Номер XY… нераскрыто» (Aktenzeichen XY … ungelöst), «Комиссар» (Der Kommissar), «Деррик», «Старик» (Der Alte), «Чудесный отдых» (Schöne Ferien), «Diese Drombuschs».
В 1992 году Симона Ретель вышла замуж за голландского актёра и певца-тенора Йоханнеса Хестерса.
Помимо своей работы как актрисы Симона Ретель занимается фотографией и живописью. С 2005 года она является послом по вопросу «старение с достоинством» и занимается проблемой болезни Альцгеймера в современном обществе.

## Фильмография
| Год  | Страна   | Русское название      | Оригинальное название  | Персонаж             | Режиссёр                           | Жанр            | Время      |
| ---- | -------- | --------------------- | ---------------------- | -------------------- | ---------------------------------- | --------------- | ---------- |
| 1965 | Германия | Благочестивая Елена   | Die fromme Helene      | Елена                | Аксель фон Амбессер                | Комедия         | 91 минута  |
| 1971 | Германия | Первый день весны     | Der erste Frühlingstag | Анн Хилтон           | Аксель фон Амбессер, Хериберт Венк |                 |            |
| 1973 | Германия | Лорд Бармбекский      | Der Lord von Barmbek   | Лизбет               | Оттокар Рунце                      |                 | 107 минут  |
| 1974 | Германия | Прекрасная Елена      | Die schöne Helena      | Участница Вакханалии | Аксель фон Амбрессер               | Мюзикл, комедия |            |
| 1978 | Германия | Путешествие духов     | Der Pfingstausflug     |                      | Михаель Гюнтер                     | Комедия         | 90 минут   |
| 1983 | Германия | Свидетельство о браке | Der Trauschein         | Вики Броцовски       | Ханс Райхель, Эфраим Кишон         |                 | 103 минуты |
| 1992 | Германия | Милый, пришёл мой муж | Cheri, mein Mann kommt | Магалис              | Ханс-Юрген Тогель                  | Комедия         | 60 минут   |